# Calappidae
Calappidae (лат.) — семейство крабов.

## Описание
Панцирь широкий, дугообразный спереди. Клешни большие, а усики короткие.

## Питание
Они плотоядны и используют клешни для извлечения моллюсков из раковин.

## Таксономия
Первоначально это семейство было разделено на 3 подсемейства: Calappinae, Matutinae и Orithyinae, которые, однако, включали виды с разными повадками и внешним видом. Поэтому подсемейства Orithyinae и Matutinae теперь признаны отдельными семействами, Orithyiidae и Matutidae.
Calappidae включает 17 родов, из которых 8 являются ископаемыми:
- Acanthocarpus Stimpson, 1871
- Calappa Weber, 1795
- Calappula Galil, 1997
- Cryptosoma Brullé, 1837
- Cycloes  De Haan, 1837
- Cyclozodion Williams & Child, 1989
- Mursia Desmarest, 1823
- Paracyclois Miers, 1886
- Platymera H. Milne Edwards, 1837
- †Calappella Rathbun, 1918
- †Calappilia Milne Edwards, 1873
- †Lambrus Stimpson, 1862
- †Mursilata Hu and Tao, 1996
- †Mursilia Rathbun, 1918
- †Mursiopsis Ristori, 1889
- †Stenodromia Milne Edwards, 1873
- †Tutus Collins et al., 2009

## Распространение и места обитания
Они широко распространены во всех океанах, особенно в районах с песчаным дном. В Средиземном море встречается только один вид — Calappa granulata.